# UL
UL es un personaje ficticio de las Crónicas de Belgarath. Es el padre de los dioses y el más poderoso. Él no participó en la creación del mundo y las personas y, por eso, muchas salieron imperfectas y monstruosas.

## El viaje de UL
Los dioses las intentaron hacer desaparecer, pero UL les dijo que lo que ellos habían creado, lo debían de dejar. Entonces, los dioses les dijeron que fueran a UL, que él sería su dios. Pero se quedó vagando por la tierra, sin ningún pueblo a su cuidado. Muchos se fueron y formaron a las videntes y otros a los morinds, pero hubo un pueblo que permaneció unido, sin dios. Esto fue hasta que una persona, Gorim reunió las multitudes y les dijo que él iría al encuentro con su dios. Vagó sin descanso por toda la tierra durante veinte años. Desesperado, se subió a lo alto de una montaña y blasfemó tanto que UL en persona se le apareció. Él se arrodilló, pero UL le dijo que no era su dios, pero le trató como tal. Le dijo que su pueblo estaba hambriento y desamparado y necesitaban su protección. Y se marchó. Pero Gorim se quedó en esa montaña, donde las aves le llevaban comida y agua y le mantenían vivo durante un año. En ese momento, UL le vio y se apenó de él y se le volvió a aparecer, con la misma discusión. Pasó otro año y UL aceptó ser el dios de su pueblo. Pero Gorim miró al pie de la montaña y vio a los monstruos sin nombre que le habían traído comida y le suplicó también por que fuera su dios.
UL se negó a ser el dios de minotauros y dragones y se fue y paso otro año con Gorim en la montaña esperando. UL se le volvió a aparecer y le dijo que sería su dios si veía algo hermoso en cada una de las criaturas. Así fue y fue el dios de ese pueblo, que fue llamado ulgo, por el nombre del dios, UL y la bondad del profeta, Gorim. Desde entonces, el lugar fue llamado Prolgu, que significa lugar sagrado. Pero, cuando Gorim volvió con su pueblo, las manos de UL le habían tocado y su cuerpo era blanco como la nieve. Gorim le pidió ayuda a su dios y él volvió blanco a todo el pueblo, pero los más ancianos se quedaron en el valle, ante la amenaza de su muerte. Les hicieron caso omiso y se quedaron y al poco tiempo, sus mujeres se quedaron estériles y no alumbraron hijos. Pero el pueblo de UL se quedó en las cavernas y perdieron el contacto con el mundo exterior. Todo fue bien hasta que UL se le apareció al Gorim del momento y le dijo que uniera un ejército y atacara por la noche al de Torak antes de Vo Mimbre, causando graves bajas.
Más adelante, Ul aparecería en Ulgoland Relg, anunciándole que sería el que traería al próximo Gorim, pero interpretó mal el ensaje y creyó que debía iniciar un nuevo movimiento para poner a los ulgos en contra del actual Gorim. Todo fue mal hasta que UL se les volvió a aparecer con Belgarath presente al ver Relg que no quería ir con ellos a Rak Cthol. Le mandó que fuera con ellos y puso bajo su protección a Ce´Nedra. Al acabar el enfrentamiento entre el Niño de la Luz y el Niño de las Tinieblas fue a ver el cuerpo del dios muerto junto a sus hijos y le pidió a Garion que curara el cuerpo con el Orbe. También habló con Relg para que se pudiera casar con Taiba y tener así al futuro Gorim, además de un descendiente marag. Cuando Belgarath y los demás volvieron a Ulgoland se le apareció a Misión revelándole su verdadero nombre: Eriond. Más adelante, aparecería en forma de albatros cerca del arrefice de Turin para presenciar el desafío final de la profecía. Por último, aparecería junto a sus hijos en el Valle de Aldur cuando Polgara dio a luz.
- Datos: Q6155013